# Празький лінгвістичний гурток
Празький лінгвістичний (мовознавчий) гурток, Празька лингвістична школа, Празька школа функціональної лінгвістики (фр. Cercle linguistique de Prague, чеськ. Pražský lingvistický kroužek) — один із напрямів структурної лінгвістики. Оформлений організаційно в 1926—1952 роках як співдружність чехословацьких філологів Вілема Матезіуса, Б. Трнки, Б. Гавранека, Й. Вахека та інших. До них приєдналися також Микола Трубецькой, С. Карцевський, Роман Якобсон та інші вчені різних країн. Основна ідея Празького лінгвістичного гуртка — трактування мови як функціональної системи засобів вираження, яка служить певній меті. На цій базі було створено нову наукову дисципліну — фонологію, розроблено основи функціональної граматики (зокрема вчення про актуальне членування речення), досліджувалися співвідношення між синхронією і діахронією, функціональні стилі й мови (зокрема літературні), а також мовні союзи й типологія мов.